# Japar-Janbiekowo
Japar-Janbiekowo (ros. Япар-Янбеково, baszk. Яппар-Йәнбәк) – wieś (ros. деревня, trb. dieriewnia) w Baszkirii w rejonie dawlekanowskim należąca do szestajewskiego sielsowietu. 1 stycznia 2009 r. wieś zamieszkiwało 89 osób, z których 98% stanowili Baszkirzy.